# Adriano Foscari
Adriano Foscari (* 10. Juni 1904 in Venedig; † 22. Juni 1980 ebenda) war ein Offizier der italienischen Marine.

## Militärische Laufbahn
Bis zum Ausbruch des Zweiten Weltkriegs kommandierte Foscari u. a. Torpedoboote und U-Boote. Im Januar 1940 wurde er zum Fregattenkapitän befördert und diente dann bei höheren Stäben. Im Januar 1942 erhielt er das Kommando über den Zerstörer Camicia Nera. Am 1. Dezember 1942 lief er zusammen mit dem Zerstörer Folgore (Korvettenkapitän Ener Bettica) und den Torpedobooten Procione und Clio von Palermo aus, um zusammen mit dem Zerstörer Da Recco den nach Bizerta fahrenden Geleitzug H (drei italienische und ein deutsches Handelsschiff) zu eskortieren. In der Nacht zum 2. Dezember wurde der Geleitzug von einem britischen Verband angegriffen, der aus drei Kreuzern und zwei Zerstörern bestand (Force Q). Zusammen mit Betticas Zerstörer Folgore startete Foscari einen Torpedoangriff, bei dem der Zerstörer Camicia Nera aus nächster Nähe auf den aus allen Rohren feuernden britischen Verband sechs Torpedos abfeuerte. Während die Briten ihr Feuer auf den Zerstörer Folgore zusammenfassten und diesen versenkten, gelang es Foscari, sich dem überlegenen gegnerischen Feuer zu entziehen. Kurz danach griff er die britischen Kreuzer erneut an. Als er seine restlichen Torpedos verschossen hatte, griff er mit seinen Schiffsgeschützen an und richtete damit erheblichen Schaden an.
Neben dem Zerstörer Folgore sanken drei der vier Handelsschiffe, darunter der deutsche Dampfer KT1, wobei über 1.500 italienische und deutsche Soldaten ihr Leben verloren. Er wurde für diese Einsatz mit dem höchsten italienischen Militärorden der Tapferkeitsmedaille in Gold ausgezeichnet.
Nach dem Waffenstillstand vom 8. September 1943 kommandierte Foscari das auf Seiten der Alliierten kämpfende San-Marco-Regiment. Im Februar 1947 schied er auf eigenen Wunsch aus dem aktiven Dienst aus.

## Schiffsname
Die italienische Marine hat zuletzt ein Patrouillenschiff nach Adriano Foscari benannt.